# Pangonius affinis
Pangonius affinis är en tvåvingeart som först beskrevs av Friedrich Hermann Loew 1859.  Pangonius affinis ingår i släktet Pangonius och familjen bromsar.
Artens utbredningsområde är Spanien. Inga underarter finns listade i Catalogue of Life.